# Обронино
Обронино (мар. Йогыролык) — деревня в Сернурском районе Республики Марий Эл. Входит в состав Дубниковского сельского поселения.

## География
Находится в северо-восточной части республики Марий Эл на расстоянии приблизительно 6 км на север-северо-восток от районного центра посёлка Сернур.

## История
Известна с 1884—1885 годах как деревня Удельный Шолнер с 99 дворами и 613 жителями, русскими. В 1925 году в 92 дворах проживали 440 человек, в 1940 году 63 двора и 321 человек. В 1950 году в 46 дворах проживали 153 человека. В 70-е годы деревню отнесли к числу неперспективных. После закрытия фермы в 1975 году жители начали переселяться на центральную усадьбу колхоза, в деревню Лоскутово. В советское время работали колхозы «Новая жизнь», «Совет» и «Знамя».

## Население
Население составляло 1 человек (русские 100 %) в 2002 году, 4 в 2010.